# Liponeura decipiens
Liponeura decipiens är en tvåvingeart som beskrevs av Mario Bezzi 1913. Liponeura decipiens ingår i släktet Liponeura och familjen Blephariceridae. Inga underarter finns listade i Catalogue of Life.